# 59e cérémonie des Grammy Awards
 (avril 2025).
Si vous disposez d'ouvrages ou d'articles de référence ou si vous connaissez des sites web de qualité traitant du thème abordé ici, merci de compléter l'article en donnant les références utiles à sa vérifiabilité et en les liant à la section « Notes et références ».
La 59e cérémonie des Grammy Awards s'est déroulée le 12 février 2017 au Staples Center à Los Angeles (Californie).

## Palmarès

### General
Enregistrement de l'année
- Stressed Out, Twenty One Pilots
  - Formation, Beyoncé
  - 7 Years, Lukas Graham
  - Work, Rihanna featuring Drake
  - Hello, Adele

Album de l'année
- 25, Adele
  - Lemonade, Beyoncé
  - Purpose, Justin Bieber
  - Views, Drake
  - A Sailor's Guide to Earth, Sturgill Simpson

Chanson de l'année
- Hello, Adele
  - Formation, Beyoncé
  - I Took a Pill in Ibiza, Mike Posner
  - Love Yourself, Justin Bieber
  - 7 Years, Lukas Graham

Meilleur nouvel artiste
- Chance the Rapper
  - Kelsea Ballerini
  - The Chainsmokers
  - Maren Morris
  - Anderson .Paak

### Alternatif
Meilleur album de musique alternative
- Blackstar, David Bowie

### Country
Meilleure prestation vocale country
- My Church, Maren Morris

Meilleure prestation vocale d'un groupe ou duo country
- Jolene, Pentatonix featuring Dolly Parton

Meilleure chanson country
- Humble and Kind, Lori McKenna

Meilleur album country
- A Sailor's Guide to Earth, Sturgill Simpson

### Dance/Electronic
Meilleur enregistrement dance
- Don't Let Me Down, The Chainsmokers featuring Daya

Meilleur album Electronic/Dance
- Skin, Flume

### Jazz
Meilleur solo de jazz improvisé
- I'm So Lonesome I Could Cry, John Scofield

Meilleur album de jazz instrumental
- Country for Old Men, John Scofield

Meilleur album de grand ensemble de jazz
- Presidential Suite: Eight Variations on Freedom, Ted Nash Big Band

Meilleur album de jazz vocal
- Take Me to the Alley, Gregory Porter

Meilleur album de jazz latin
- Tribute to Irakere: Live in Marciac, Chucho Valdés

### Pop
Meilleure prestation pop
- Hello, Adele

Meilleure prestation vocale pop d'un duo ou groupe
- Stressed Out, Twenty One Pilots

Meilleur album vocal pop
- 25, Adele

### Rap
Meilleure collaboration rap/chant
- Hotline Bling, Drake

Meilleure prestation rap solo
- No Problem, Chance the Rapper featuring Lil Wayne & 2 Chainz

Meilleure chanson rap
- Hotline Bling, Drake

Meilleur album rap
- Coloring Book, Chance the Rapper

### Rock
Meilleure prestation rock
- Blackstar, David Bowie

Meilleure prestation metal
- Dystopia, Megadeth

Meilleure chanson rock
- Blackstar, David Bowie

Meilleur album rock
- Tell Me I'm Pretty, Cage the Elephant

### R&B
Meilleure prestation R&B
- Cranes in the Sky, Solange

Meilleure chanson R&B
- Lake by the Ocean, Maxwell

Meilleur album R&B
- Lalah Hathaway Live, Lalah Hathaway

Meilleur album R&B contemporain
- Lemonade, Beyoncé

Meilleure prestation vocale R&B traditionnel
- Angel, Lalah Hathaway

### Vidéos musicales / Films

#### Meilleur court-métrage musical
- Formation – Beyoncé

#### Meilleur long-métrage musical
- The Beatles: Eight Days a Week The Touring Years – The Beatles

#### Meilleure chanson écrite pour les médias visuels
- Suicide Squad – Tyler Joseph (pour la chanson "Heathens")
- Suicide Squad – Skrillex, Rick Ross et Beat Billionaire (pour la chanson "Purple Lamborghini")